# Paradidyma townsendi
Paradidyma townsendi là một loài ruồi trong họ Tachinidae.